# Bela-Bela
Bela-Bela – gmina w Republice Południowej Afryki, w prowincji Limpopo, w dystrykcie Waterberg. Siedzibą administracyjną gminy jest Bela Bela.